# Стави Черкаської області
Ставки Черкаської області — ставки, які розташовані на території Черкаської області (в адміністративних районах і басейнах річок).
На території Черкаської області налічується 2984 ставки, загальною площею 17456 га, об'ємом 246,6 млн м³.

## Загальна характеристика
Територія Черкаської області становить 20,9 тис. км² (3,5% площі України).
Вона розташована в межах басейнів Дніпра (55% території області) та Південного Бугу (45%).
Гідрографічна мережа області включає велику річку Дніпро (довжина в межах області 150 км). Середні річки: в басейні Дніпра — Супій, Рось, Тясмин; у басейні Південного Бугу — Велика Вись, Гнилий Тікич, Гірський Тікич, Ятрань.
Переважна більшість ставків має комплексне використання. Найбільше ставків знаходиться на території Уманського (357 шт.), Звенигородського (294 шт.), Христинівського (262 шт.), Шполянського (246 шт.), Жашківського (239 шт.) і Монастирищенського (203 шт.) районів.

## Наявність ставків у межах адміністративно-територіальних районів та міст обласного підпорядкування Черкаської області[1]
| Район, місто           | Кількість ставків, шт. | Площа ставків, га | Об'єм ставків, млн м³ | В оренді, шт. | В оренді, га |
| ---------------------- | ---------------------- | ----------------- | --------------------- | ------------- | ------------ |
| Городищенський         | 185                    | 952               | 13,3                  | 129           | 522          |
| Драбівський            | 79                     | 590               | 22,9                  | 16            | 155          |
| Жашківський            | 239                    | 3114              | 64,0                  | 196           | 1809         |
| Звенигородський        | 294                    | 905               | 20,3                  | 30            | 509          |
| Золотоніський          | 53                     | 415               | 8,8                   | 11            | 120          |
| Кам'янський            | 68                     | 669               | 3,8                   | 48            | 250          |
| Канівський             | 46                     | 403               | 1,0                   | 23            | 71           |
| Катеринопільський      | 44                     | 252               | 3,9                   | 25            | 184          |
| Корсунь-Шевченківський | 134                    | 500               | 3,0                   | 55            | 366          |
| Лисянський             | 184                    | 882               | 20,1                  | 99            | 758          |
| Маньківський           | 189                    | 788               | 7,6                   | 180           | 691          |
| Монастирищенський      | 203                    | 990               | 7,0                   | 203           | 990          |
| Смілянський            | 122                    | 688               | 8,7                   | 83            | 455          |
| Тальнівський           | 154                    | 1125              | 6,3                   | 87            | 749          |
| Уманський              | 357                    | 1487              | 18,9                  | 292           | 1362         |
| Христинівський         | 262                    | 801               | 4,3                   | 241           | 673          |
| Черкаський             | 30                     | 51                | 0,3                   | 7             | 16           |
| Чигиринський           | 34                     | 418               | 4,8                   | 24            | 362          |
| Чорнобаївський         | 48                     | 878               | 12,6                  | 31            | 434          |
| Шполянський            | 246                    | 1340              | 12,3                  | 97            | 957          |
| м. Золотоноша          | 2                      | 11                | 0,2                   | -             | -*           |
| м. Умань               | 11                     | 197               | 2,5                   | -             | -            |
| Разом                  | 2984                   | 17456             | 246,6                 | 1877          | 11433        |

Примітки: -* — немає ставків, переданих в оренду.
На умовах оренди використовується 63% всіх ставків Черкаської області.

## Наявність ставків у межах основнихрайонів річкових басейнівна території Черкаської області[1]
| Район річкового басейну | Кількість ставків, шт. | Площа ставків, га | Об'єм ставків, млн м³ | В оренді, шт. | В оренді, га |
| ----------------------- | ---------------------- | ----------------- | --------------------- | ------------- | ------------ |
| Дніпра, у тому числі    | 801                    | 5574              | 79,4                  | 427           | 2751         |
| р. Рось                 | 103                    | 535               | 8,4                   | 45            | 364          |
| Південного Бугу         | 2183                   | 11882             | 167,2                 | 1450          | 8682         |
| Разом                   | 2984                   | 17456             | 246,6                 | 1877          | 11433        |

З майже 3 тис. ставків Черкаської області переважна більшість (73%) розташована на річках району річкового басейну Південного Бугу, 27% — Дніпра.